# کاراکول تلویزیون
کاراکول تلویزیون (اسپانیایی: Caracol Televisión‎) یا آرسی‌ان تلویزیون یک شبکه تلویزیونی در کشور کلمبیا است.
این شبکه در سال ۱۹۵۴ توسط خولیو ماریو سانتو دومینگو تأسیس شده‌است.